# Mariana Carvalho Silva
Tacilla Mariana Carvalho Silva (Imperatriz, 02 de julho de 1994), mais conhecida como Mariana Carvalho, é uma política brasileira filiada ao Republicanos.

## Biografia
Começou sua carreira política se candidatando à Deputada Estadual no Maranhão em 2018 pelo PSL, aonde não foi eleita.
Foi candidata à prefeitura de Imperatriz em 2020 pelo PSC, não sendo eleita após atingir 10.009 (7,61%) dos votos.
Ficou como primeira suplente da chapa para deputado federal do PSC em 2022, filiando-se ao Republicanos no mesmo ano.
Em 2023 assumiu o mandato de deputada federal por 120 dias após a licença médica de Aluísio Mendes.

## Desempenho eleitoral
| Ano  | Eleição                 | Partido      | Cargo             | Votos  | %                 | Resultado  | Ref    |
| ---- | ----------------------- | ------------ | ----------------- | ------ | ----------------- | ---------- | ------ |
| 2018 | Estaduais no Maranhão   | PSL          | Deputada estadual | 13.781 | 0,42%             | Suplente   | [ 8 ]  |
| 2020 | Municipal de Imperatriz | PSC          | Prefeita          | 10.009 | 7,61%             | Não eleita | [ 9 ]  |
| 2022 | Estaduais no Maranhão   | PSC          | Deputada federal  | 46.955 | 1,27%             | Suplente   | [ 10 ] |
| 2024 | Municipal de Imperatriz | Republicanos | Prefeita          | 41.172 | 26,56% (1º Turno) | Não eleita | [ 11 ] |
| 2024 | Municipal de Imperatriz | Republicanos | Prefeita          | 66.752 | 44,89% (2º Turno) |            | [ 11 ] |